# Bitwa pod Fuzhou

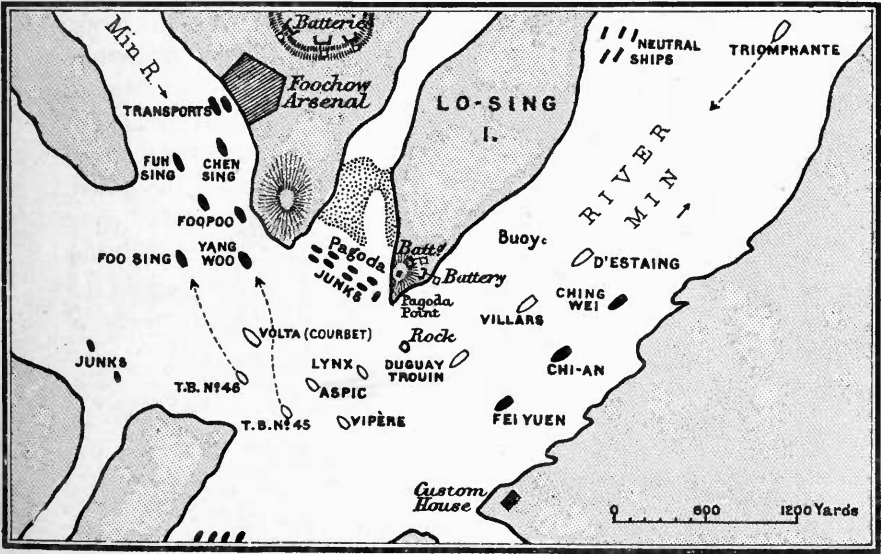
Plan bitwy pod Fuzhou

Bitwa pod Fuzhou – bitwa morska 23 sierpnia 1884, w czasie wojny chińsko-francuskiej. W czasie konfliktu o zwierzchnictwo nad Wietnamem między Chinami a Francją, ta ostatnia strona usiłowała wymusić ustępstwa, grożąc zniszczeniem floty i arsenału w Fuzhou. W tym celu admirał Amédée Courbet przeprowadził ryzykowny manewr, jakim było wprowadzenie ciężkich okrętów pancernych na wąską i bronioną przez silne baterie nadbrzeżne rzekę Min. Przewaga pancerza, nowoczesnej artylerii i lepszego wyszkolenia załóg zapewniła mu druzgoczące zwycięstwo, potwierdzając tym samym słuszność jego planu.

## Tło
Od 1883 między Chinami a Francją toczyła się niewypowiedziana wojna o zwierzchnictwo nad Wietnamem. W maju 1884 Li Hongzhang zawarł układ z kapitanem Francois Ernestem Fourierem, który przewidywał wycofanie wojsk chińskich z Tonkinu (nie określając jednak czasu). Na skutek niejasności w traktacie i ambicji obu stron, doszło do starcia pod Bắc Lệ. Francuska opinia publiczna i prokolonizatorski rząd Jules’a Ferry’ego żądały odwetu, a przynajmniej wysokiego odszkodowania. Aby skłonić Pekin do ustępstw, Francuzi skierowali przeciw Chinom Eskadrę Dalekowschodnią adm. Amédée Courbeta. Admirał Courbet postanowił przede wszystkim zlikwidować jedyną liczącą się na południowym obszarze działań siłę chińską: eskadrę Fujian, stacjonującą w Fuzhou. Port ten był idealnym celem, bo oprócz bazy floty znajdował się w nim – zbudowany zresztą z francuską pomocą – arsenał oraz stocznia, lecz był z dala od głównych ośrodków handlu międzynarodowego, co zmniejszało ryzyko incydentu dyplomatycznego.

## Przygotowania do bitwy
W lipcu 1884 Courbet zwiększał liczbę swoich okrętów na kotwicowisku na rzece Min, koło Fuzhou. Wzdłuż rzeki prowadzącej do Fuzhou, portu otwartego na mocy traktatu nankińskiego po I wojnie opiumowej, Chińczycy posiadali silne baterie nadbrzeżne, zdolne zablokować wąski odcinek rzeki między kotwicowiskiem a otwartym morzem. Fortów owych, na mocy traktatu, w ogóle nie powinno być; posiadając je, obrońcy nie podjęli żadnych działań, by je wykorzystać (być może bojąc się wywołania międzynarodowego incydentu).
Próby nacisku przez atak na Keelung się nie powiodły, więc Courbet zdecydował przystąpić do akcji. 21 sierpnia otrzymał zezwolenie z Paryża. Zostawiwszy u ujścia rzeki krążowniki „Châteaurenault” (1420 t, 1 × 160mm, 6 × 140 mm) i „Sane” (2017 t, 6 × 140 mm), z pozostałymi okrętami przeszedł wąską (do 400 m) rzeką na tzw. Kotwicowisku Pagody, nazwanym tak od buddyjskiej budowli na sąsiadującym wzgórzu. Tam zakotwiczył naprzeciw okrętów chińskich, w bezpośredniej bliskości stoczni i arsenału. 22 sierpnia ostrzegł zarówno kapitanów obecnych na kotwicowisku jednostek neutralnych, jak i władze chińskie, że następnego dnia rozpocznie działania.

## Siły i plan akcji
Mimo że na rzece Min brakowało najsilniejszych okrętów pancernych Eskadry Dalekowschodniej, Francuzi i tak dysponowali przygniatającą przewagą. Okręt pancerny „La Galissonnière” (4585 t, 6 × 240mm, 1 × 190mm, 4 × 120mm), krążowniki „Duguay-Trouin” (3479 t, 5 × 240 mm, 5 × 140 mm), „Villars”, „d’Estaing” (oba po 2363 t, 15 × 140mm) były wszystkie większe od największej chińskiej jednostki, drewnianej korwety „Yangwu” (1608 t, 1 × 190mm, 2 × 160mm). Nawet najsłabszy francuski krążownik „Volta” (1323 t, 1 × 160mm, 5 × 140 mm; okręt flagowy adm. Courbeta podczas starcia) był silniejszy od przeciwnika, dysponując pancerzem i nowoczesną artylerią. Na kilka minut przed pierwszymi strzałami do francuskiej eskadry dołączył jeszcze bliźniak „La Galissonnière” – „Triomphante”.
Okręty francuskie stały w jednej grupie, w zakolu rzeki Min. Krążowniki uzupełniały trzy kanonierki „Lynx”, „Aspic” i „Vipère” oraz dwa 30-tonowe torpedowce: No. 45 i No. 46. Według dokładnie przygotowanego planu adm. Courbeta, te ostatnie okręty miały rozpocząć atak, wsparte, jeśli to będzie potrzebne, przez kutry parowe z krążowników. Pozostałe kutry miały ubezpieczać eskadrę przez atakiem kutrów nieprzyjaciela, a lżejsze jednostki uderzyć na północ i zbombardować arsenał i stocznię. Cele – chińskie okręty i budowle na wybrzeżu, zostały rozdzielone między krążowniki. Akcja miała się rozpocząć o godz. 14.00, kiedy układ prądów pływowych był najkorzystniejszy dla Francuzów i kiedy mógł dotrzeć podążający w górę rzeki „Triomphante”. Ten ostatni rzeczywiście się pojawił na czas, bez przeszkód przepływając przed milczącymi chińskimi bateriami. Choć Courbet jeszcze rano uprzedzał o ataku, być może wiadomość ta nie dotarła do dowódców chińskich, ze względu na niesłychanie skomplikowany system dowodzenia. Chińskie okręty też nie podjęły żadnej akcji, nawet próby ucieczki.
Flotylla chińska podzielona była na dwie grupy. Północna: „Yangwu”, drewniana kanonierka „Fuxing” (578 t, 1 × 160mm, 2 × 120mm), dwie małe żelazne kanonierki „Jiansheng” i „Fusheng” (256 t, 1 × 254 mm), uzbrojony transportowiec „Fupo” (1258 t, 1 × 160mm, 4 × 120mm), bocznokołowiec „Yixin”, zabezpieczała Arsenał Fuzhou. Grupa południowa: uzbrojone drewniane transportowce „Ji’an” i „Feiyun”, drewniana kanonierka „Zhenwei” (578 t, 1 × 160mm, 2 × 120mm), miała prawdopodobnie za zadanie odciąć drogę ucieczki w dół rzeki eskadrze francuskiej. Nieuzbrojone transportowce „Yongbao” i „Chenhang” kotwiczyły dalej, koło arsenału.

## Bitwa

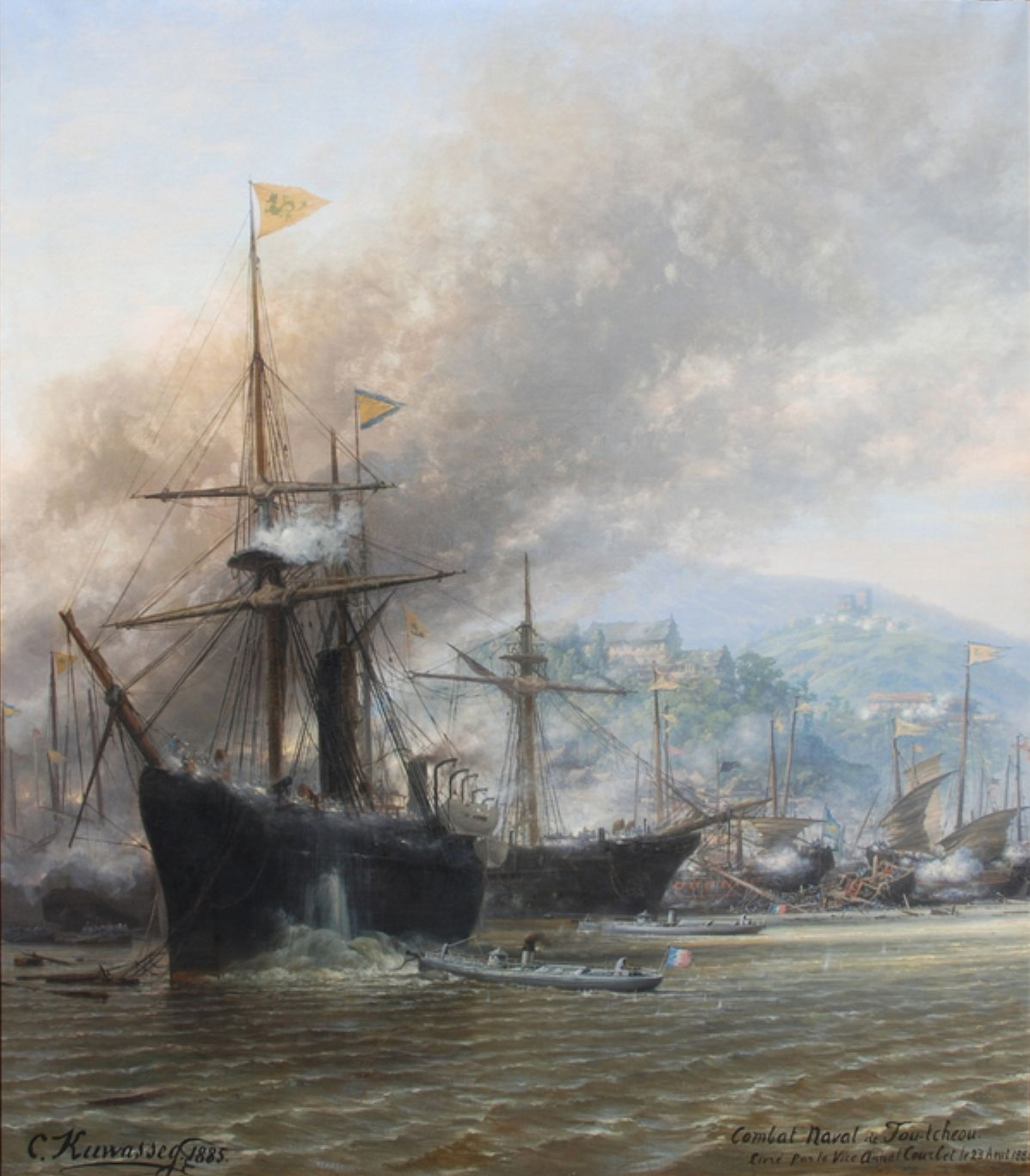
Atak francuskich kutrów torpedowych

23 sierpnia, wczesnym popołudniem, francuskie załogi, przygotowawszy okręty do starcia i zająwszy stanowiska, oczekiwały na rozkaz otwarcia ognia. Chińska eskadra nie podjęła dotąd żadnej akcji ofensywnej lub defensywnej, ale tuż przez 14.00 do „Lynxa” zaczęła się zbliżać łódź z miną. Francuzi, korzystając z pływu, który obrócił nieprzyjacielskie jednostki dziobami do nich, otworzyli ogień.
Torpedowiec No.45 ugodził mina wytykową „Yangwu”, który zatonął. Zaraz po nim, storpedowany najpierw przez No. 46, a dobity przez kuter z „Volty”, zatonął „Fuxing”. Na jednej z żelaznych kanonierek eksplodował trafiony francuskim pociskiem magazyn amunicyjny; druga zatonęła tuż potem. „Yixin” i „Fupo” wyrzuciły się na brzeg. „Triomphante”, przyniesiony ostatnią falą przypływu, rozstrzelał z niewielkiej odległości „Zhenwei”; pozostałe okręty chińskie także zostały poważnie uszkodzone lub zatopione.
Mimo zaciętego oporu (podczas ataku torpedowca No.46 na „Fuxing” Chińczycy próbowali nawet abordażu), przewaga nowoczesnej, wielkokalibrowej (działa 190–240 mm), a przede wszystkim szybkostrzelnej artylerii francuskiej była miażdżąca i zadecydowała o przebiegu bitwy: po 7 minutach chińska eskadra została obezwładniona, a po około 40 – zniszczona. Zhang stracił 700 ludzi i 22 okręty i dżonki; Courbet – 5 zabitych i 27 rannych.
W nocy Chińczycy próbowali atakować branderami i kutrami torpedowymi, ale bez powodzenia (okręty Courbeta skutecznie broniły się lekką bronią: kartaczownicami i działkami Hotchkiss). Następnego dnia Francuzi ponownie zbombardowali arsenał. 25 sierpnia eskadra ruszyła powoli w dół rzeki, z pomocą kompanii desantowych eliminując forty nadbrzeżne, których działa nie zabezpieczały tyłów. Zajęło im to cztery dni i dopiero 28 sierpnia cała eskadra połączyła się u wylotu rzeki. Przedarcie się w dół rzeki, choć kosztowało 58 ludzi, więcej niż zasadnicza bitwa, potwierdziło słuszność pomysłu adm. Courbeta, by wprowadzić ciężkie, pancerne okręty na wąską rzekę.
W wyniku bitwy Chińczycy wypowiedzieli wojnę Francji; eskadra Courbeta rozpoczęła działania blokadowe przeciw Tajwanowi. Próba chińskiego przeciwdziałania skończyła się kolejną porażką pod Shipu.

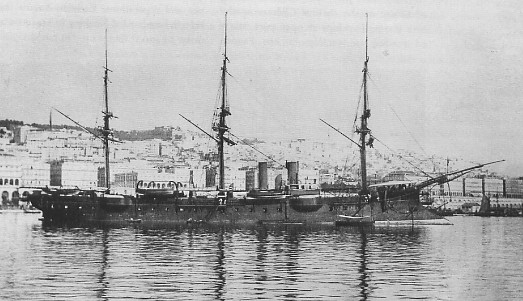
Krążownik „Duguay-Trouin”
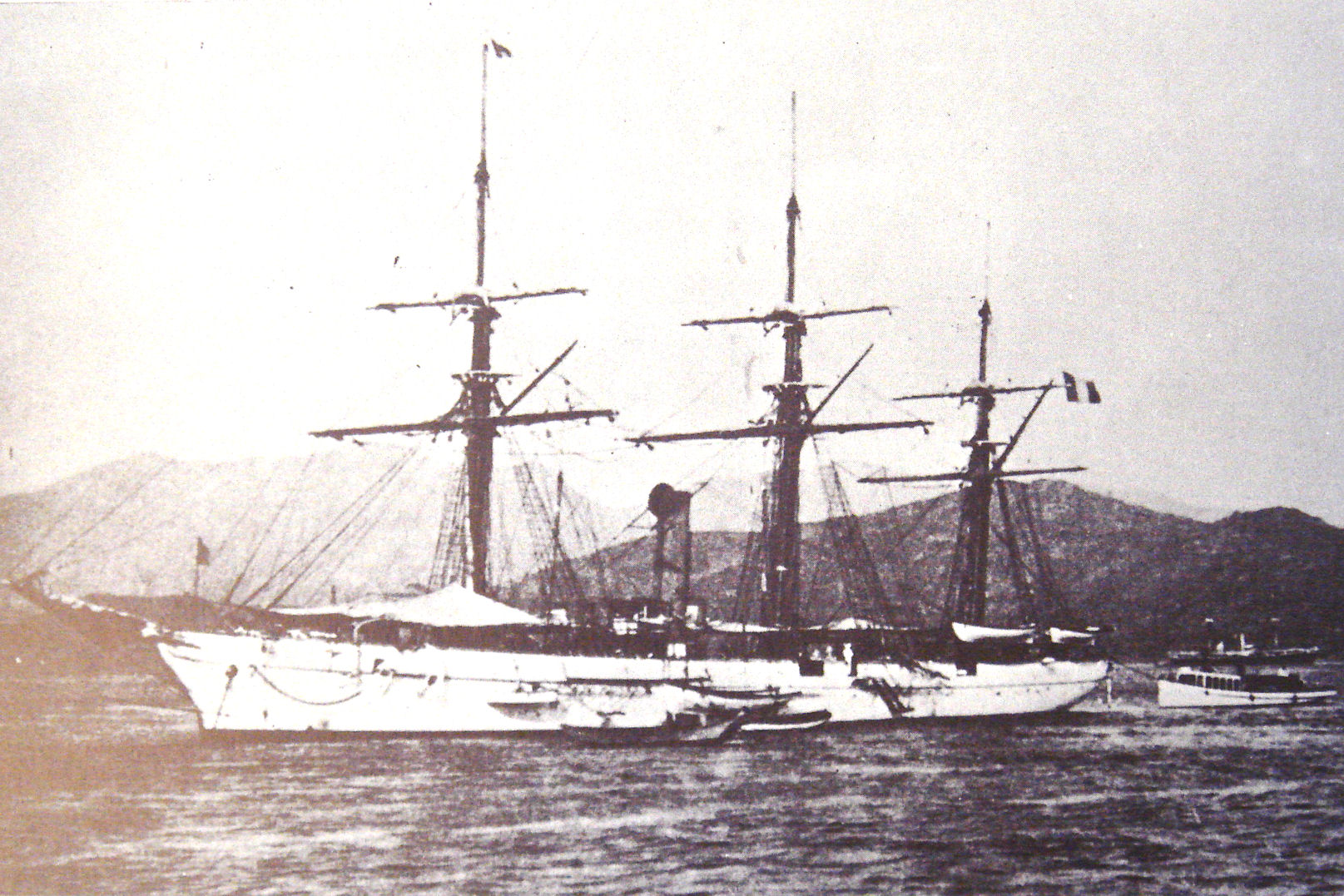
Francuski okręt flagowy: krążownik „Volta”
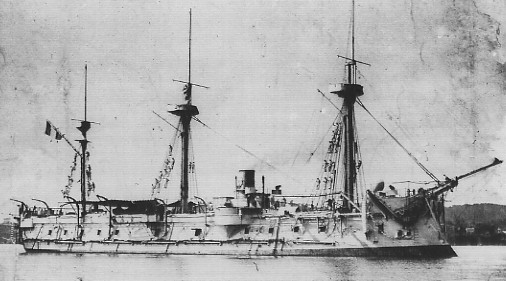
Okręt pancerny „Triomphante”
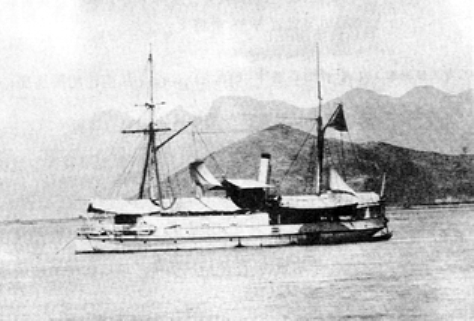
Żelazna kanonierka „Jiansheng” (建勝)
Korweta „Yangwu” (揚武)
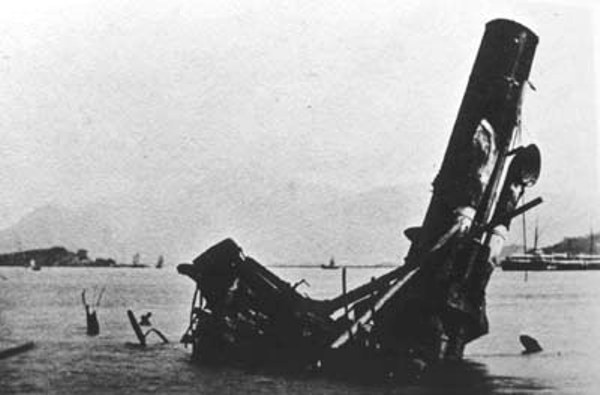
...i jej wrak
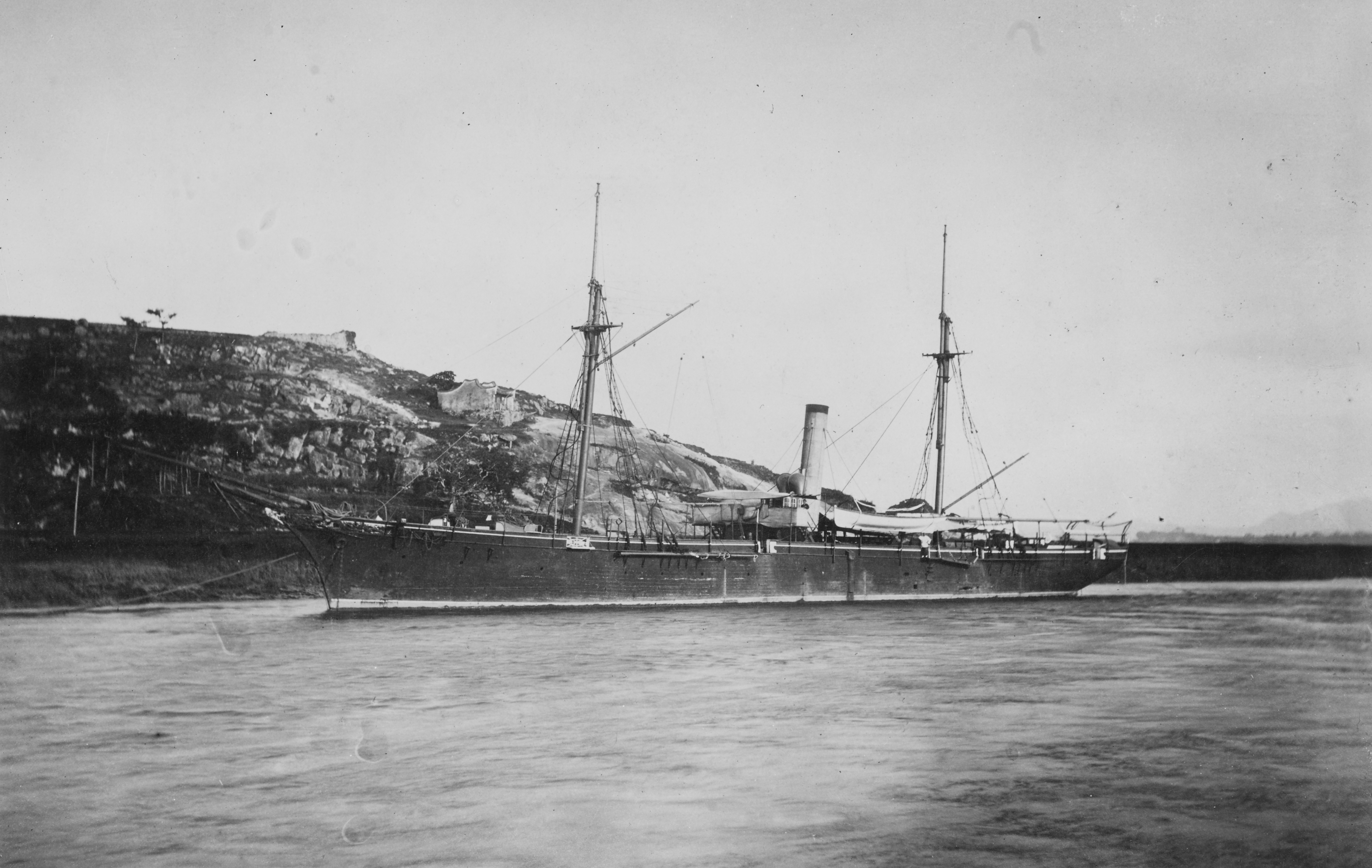
Drewniana kanonierka „Fupo” (伏波)
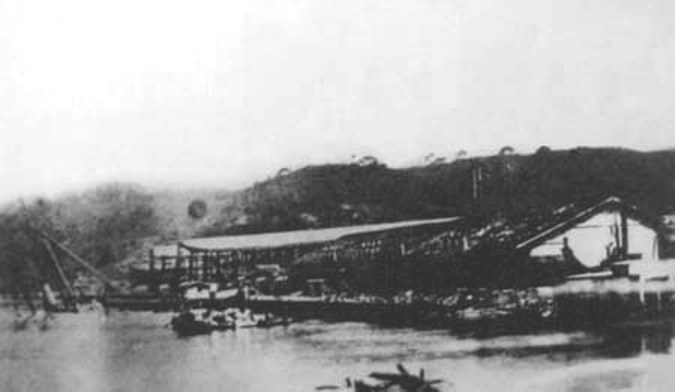
Zatopiony „Yongbao”